# キングス・カウンティ統監
キングス・カウンティ統監（キングス・カウンティとうかん、英語: Lord Lieutenant of King's County）は、イギリスの官職。統監の1つで、キングス・カウンティ（現オファリー県）を担当する。1831年首席治安判事（アイルランド）法（Custos Rotulorum (Ireland) Act 1831）により、Governor職を置き換える形で設立され、キングス・カウンティ首席治安判事も兼任する。1922年に建国したアイルランド自由国では統監が任命されなくなったが、法律自体は残り、1983年制定法整理法で正式に廃止された。

## 一覧
- 1831年10月7日 – 1867年10月31日：第3代ロス伯爵ウィリアム・パーソンズ[3]
- 1867年12月17日 – 1882年12月13日：トマス・バーナード（英語版）[3]
- 1883年3月20日 – 1892年：フランシス・トレイヴァース・デイムズ＝ロングワース（英語版）[3]
- 1892年6月13日 – 1908年8月29日：第4代ロス伯爵ローレンス・パーソンズ（英語版）[3]
- 1909年2月5日 – 1918年6月10日：第5代ロス伯爵ウィリアム・パーソンズ（英語版）[3]
- 1918年9月3日 – 1922年：エドワード・ボーモント＝ネスビット（英語版）[3]